# Distrito de Oberhasli
El distrito de Oberhasli es uno de los antiguos veintiséis distritos del cantón de Berna, Suiza, situado al sureste del cantón, tiene una superficie de 551 km². La capital del distrito era Meiringen. 

## Geografía
El distrito de Oberhasli es uno de los distritos que forman la región del Oberland bernés (Berner Oberland en alemán). Limita al norte con los cantones de Obwalden y Nidwalden, al este con el cantón de Uri, al sureste y sur con el distrito de Goms (VS), y al oeste con el distrito de Interlaken.

## Historia
Antigua bailía bernesa, hoy distrito. El Oberhasli está formado de seis comunas (Meiringen, sede de la administración, Hasliberg, Schattenhalb, Innertkirchen, Gadmen y Guttannen) y se extiende sobre la parte superior de la cuenca del Aar, del Grimsel (2164 m) al Wilerbrücke (puente sobre el Aar) al este de Brienz (575 m). La región reviste de una gran importancia a nivel del tráfico terrestre gracias a los puertos alpinos del Grimsel, Susten, Brünig, Joch y de la Grosse Scheidegg. La región era conocida en 1234 bajo el nombre de Haslital, hacia 1244 como Hasele, 1347 Hasly im Wyssland, la denominación actual Oberhasli fue adoptada en el siglo XVI para evitar la confusión con Hasle bei Burgdorf, y fue acogida oficialmente en 1798.
A causa de los numerosos terraplenes en el valle del Aar prácticamente no se ha encontrado ninguna traza de la época prehistórica, sin embargo algunos vestigios romanos han sido descubiertos en Meiringen y Wiler, en el Grimsel, así como en el Suste y en el Brünig. En la Alta Edad Media, Oberhasli era un territorio de inmediación imperial, administrado por un bailío. En 1275 una alianza fue concluida con la ciudad de Berna, gracias a la cual Oberhasli gozaba de los mismos derechos que la ciudad. El emperador Enrique VII de Luxemburgo hipoteca la región a los Weissemburgo en 1310 y 13211. Algunas tentativas de commpra fracasaron. La revuelta de 1334 fue ciertamente un fracaso, pero las tropas de los aliados berneses obtuvieron por la fuerza que la hipoteca fuera cedida a la ciudad y que el Oberhasli se volviera bernés. Sin embargo la región conservó la mayoría de sus privilegios hasta 1798; Berna confiaba por ejemplo los cargos de administrador y jueces (consejo de los Quinze) a gente de la región. 
En 1528, aproximadamente la mitad de los habitantes se sublevaron contra Berna, que quiso imponer la reforma protestante por la fuerza. Desde entonces Berna nombraba también el estandarte. Ante la resistencia de la población Berna no logró que los administradores fueran berneses como era el caso en las demás bailías de la ciudad. El tratado de 1557 confirmó los antiguos derechos. Desde 1376, la función de amman fue ejercida por representantes del campesinado que remplazaron las antiguas familias ministeriales. En los siglos XVII y XVIII un pequeño círculo de familias influyentes formaba la clase dirigente. En 1534, el notario Hans Holzmann redactó una nueva versión de derecho territorial de Oberhasli. Las seis comunas actuales, creadas a partir de comunidades rurales de usuarios (los quince Bäuerten), solo existen desde 1834. En 1843 el Gran Consejo derogó el derecho territorial de Oberhasli. Hasta la creación de la parroquia de Innertkirchen en 1709 (suprimida en 1808), en todo el Oberhasli solo había una parroquia (y una jurisdicción) en Meiringen. Las parroquias de Gadmen (1808), Guttannen (1816), Innertkirchen (recreada en 1860) y Hasliberg (1967) solo aparecieron en los siglos XIX y XX. El distrito fue disuelto el 31 de diciembre de 2009 tras la entrada en vigor de la nueva organización territorial del cantón de Berna. Las comunas del distrito de Oberhasli fueron absorbidas en su totalidad por el nuevo distrito administrativo de Interlaken-Oberhasli.

## Comunas
| Distrito de Oberhasli | Distrito de Oberhasli  | Distrito de Oberhasli | Distrito de Oberhasli | Distrito de Oberhasli |
| Comunas               | Población (31.12.2007) | Superficie km²        | Densidad hab./km²     |                       |
| --------------------- | ---------------------- | --------------------- | --------------------- | --------------------- |
| Gadmen                | 250                    | 116,4                 | 2,14                  |                       |
| Guttannen             | 316                    | 200,7                 | 1,57                  |                       |
| Hasliberg             | 1234                   | 41,7                  | 29,59                 |                       |
| Innertkirchen         | 901                    | 120,0                 | 7,50                  |                       |
| Meiringen             | 4533                   | 40,7                  | 111,37                |                       |
| Schattenhalb          | 609                    | 31,5                  | 19,33                 |                       |
| Total (6)             | 7843                   | 551,0                 | 14,23                 |                       |